# Etsi multa luctuosa
Etsi multa è un'enciclica di papa Pio IX, pubblicata il 21 novembre 1873.
Il Pontefice denuncia gli attacchi sempre più frequenti ai diritti e alla libertà della Chiesa. In particolare, si sofferma sulla situazione in Germania (Kulturkampf), criticando la politica del Bismarck; e sulla situazione in Svizzera, denunciando i tentativi dei legislatori elvetici di introdurre l'elezione democratica e popolare dei parroci. Alla base di questi attacchi alla Chiesa, il Pontefice vi vede le sette, tra cui la Massoneria, definita la «Sinagoga di Satana».

## Estratto dell'enciclica
(Papa Pio IX, conclusione dell'enciclica Etsi multa)

## L'espressione "Sinagoga di Satana" nella Bibbia
L'espressione "Sinagoga di Satana" è utilizzata soltanto due volte in tutte la Bibbia. 

Il verso di interesse è presente nell'Apocalisse di Giovanni, nei due capitoli relativi alle Lettere indirizzate dall'apostolo ed evangelista agli angeli delle Sette Chiese dell'Asia, rispettivamente il secondo e il terzo. Entrambe le sspressioni ricorrono nel medesimo verso::
1. al capitolo 2, verso 9.
2. al capitolo 3, verso 9.

Se l'enciclica Etsi multa non contiene alcun rimando esplicito al Libro dell'Apocalisse, purtuttavia richiama versi provenienti da altri libri della Bibbia. Inoltre, la Sacra Scrittura è la fonte primaria dei documenti del Magistero della Chiesa e le citazioni di passi biblici sono in generale relativamente frequenti anche negli altri scritti pubblicati dal beato Pio IX. 

Per queste ragioni, l'espressione "Sinagoga di Satana", comune con l'Apocalisse, difficilmente può rappresentare una semplice coincidenza, quanto piuttosto una scelta espressiva intenzionale che, in modo non esplicito, stabilire un legame di senso e di significato con l'Apocalisse di Giovanni.